# Kościół św. Wojciecha i Zwiastowania Najświętszej Maryi Panny w Malużynie
Kościół świętego Wojciecha i Zwiastowania Najświętszej Maryi Panny w Malużynie – rzymskokatolicki kościół parafialny należący do parafii św. Wojciecha w Malużynie (dekanat ciechanowski zachodni diecezji płockiej).

## Historia i architektura

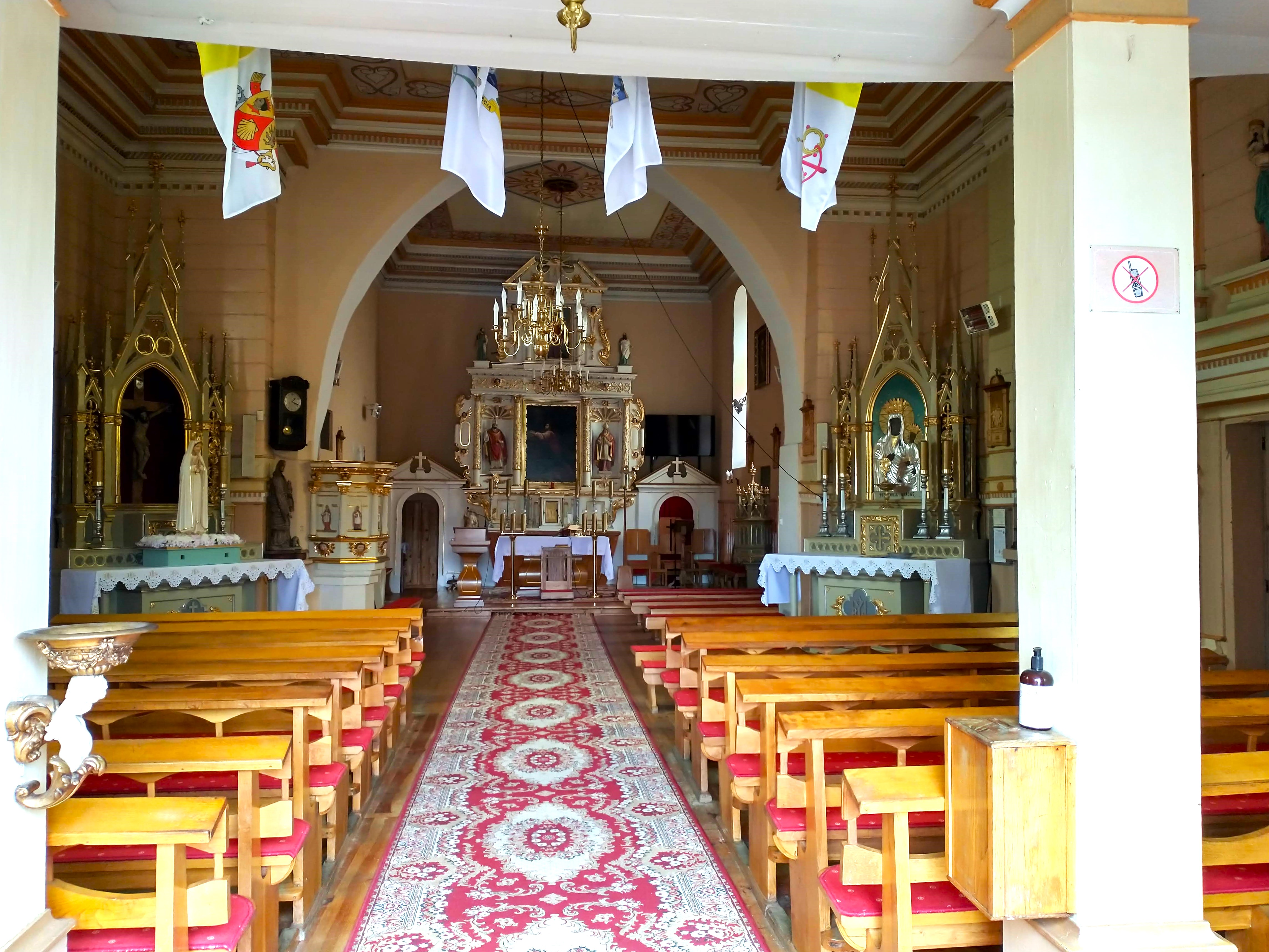
Wnętrze i ołtarze

Jest to świątynia wzniesiona w 1780 roku. Prezbiterium kościoła jest murowane i zostało wzniesione w 1 połowie XVI wieku, następnie zostało rozbudowane około 1640 roku o zakrystię i skarbczyk. Budowla była remontowana w latach: 1817, 1853 (dobudowanie wieżyczki na sygnaturkę, malowanie wnętrza), 1882 i 1952.
Świątynia jest drewniana, jednonawowa, wzniesiono ją w konstrukcji wieńcowej. Budowla jest orientowana, wybudowano ją z drewna dębowego (podwaliny) oraz sosnowego. Jej prezbiterium jest szersze w stosunku do nawy, murowane, wzniesione z cegły ze skarpami, zamknięte ścianą prostą z zakrystią i skarbczykiem. Z boku nawy umieszczona jest kruchta. Dach nawy jest pokryty gontem. Na dachu znajduje się neogotycka czworokątna wieżyczka na sygnaturkę. Zwieńcza ją strzelisty dach hełmowy z latarnią. Wnętrze nakryte jest płaskim stropem. Chór muzyczny podparty dwoma słupami, jest wybrzuszony w części centralnej i ozdobiony balustradą tralkową. Prospekt organowy powstał w 1900 roku i został wykonany w zakładzie Jana Szymańskiego. Polichromia figuralna jest umieszczona na stropie i ścianach. Ołtarz główny, ambona i konfesjonał reprezentują styl wczesnobarokowy. Powstały w 1 połowie XVII wieku. Dwa ołtarze boczne w stylu neogotyckim zostały wykonane w XIX wieku. W oknach znajdują się witraże z 2006 roku z przedstawieniem Zwiastowania Najświętszej Maryi Panny i papieża Jana Pawła II.

## Galeria

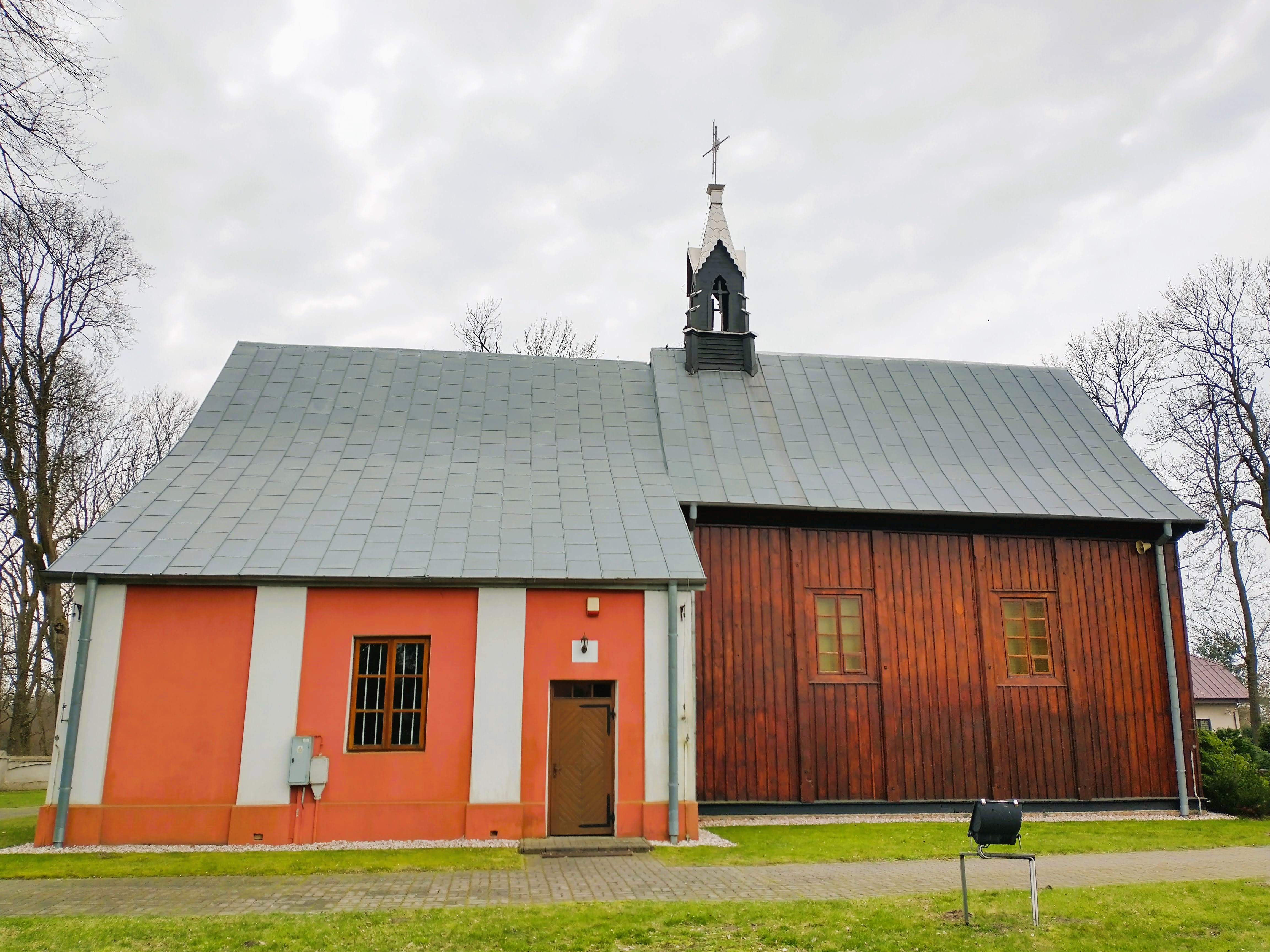
Elewacja z zakrystią
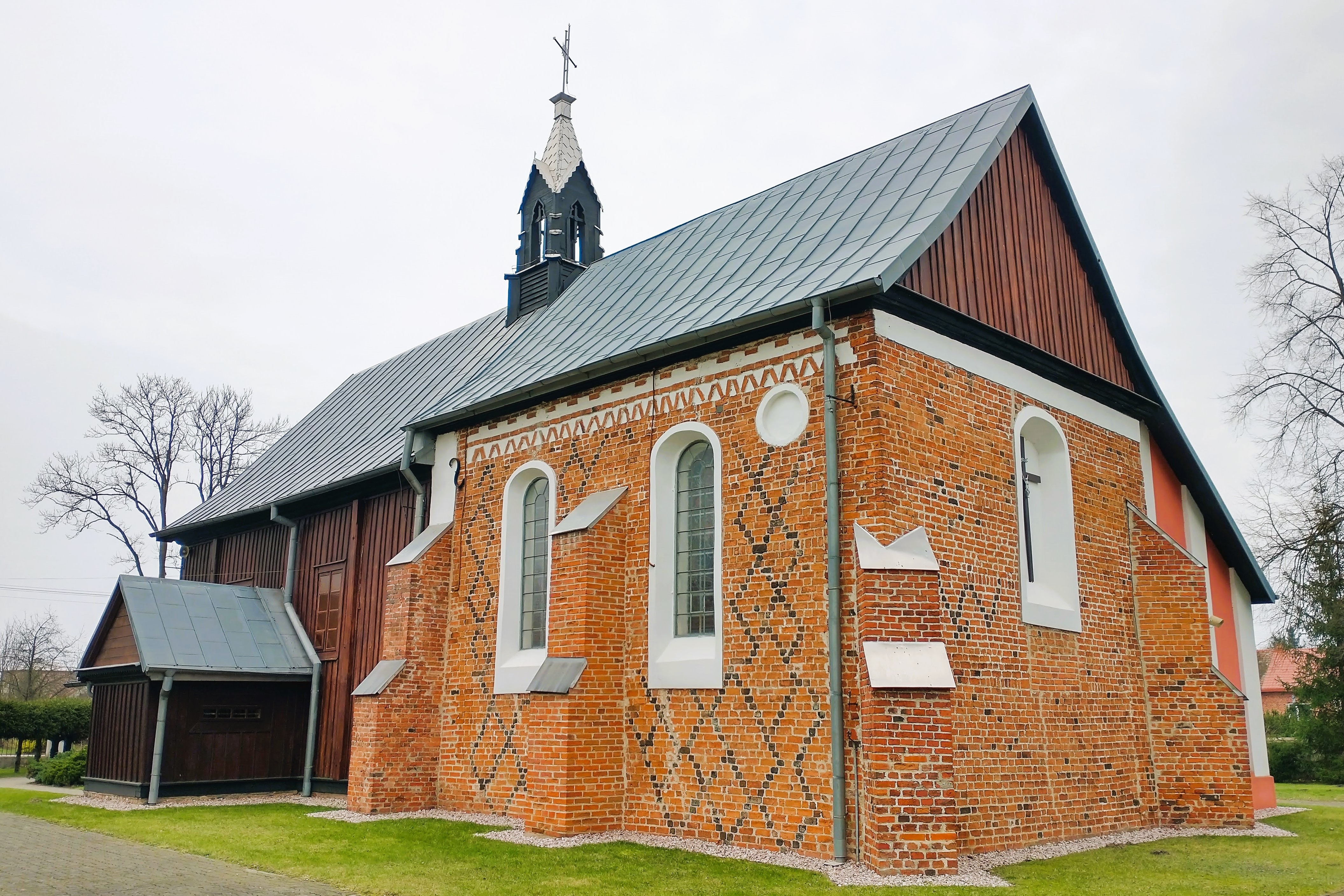
Widok od prezbiterium
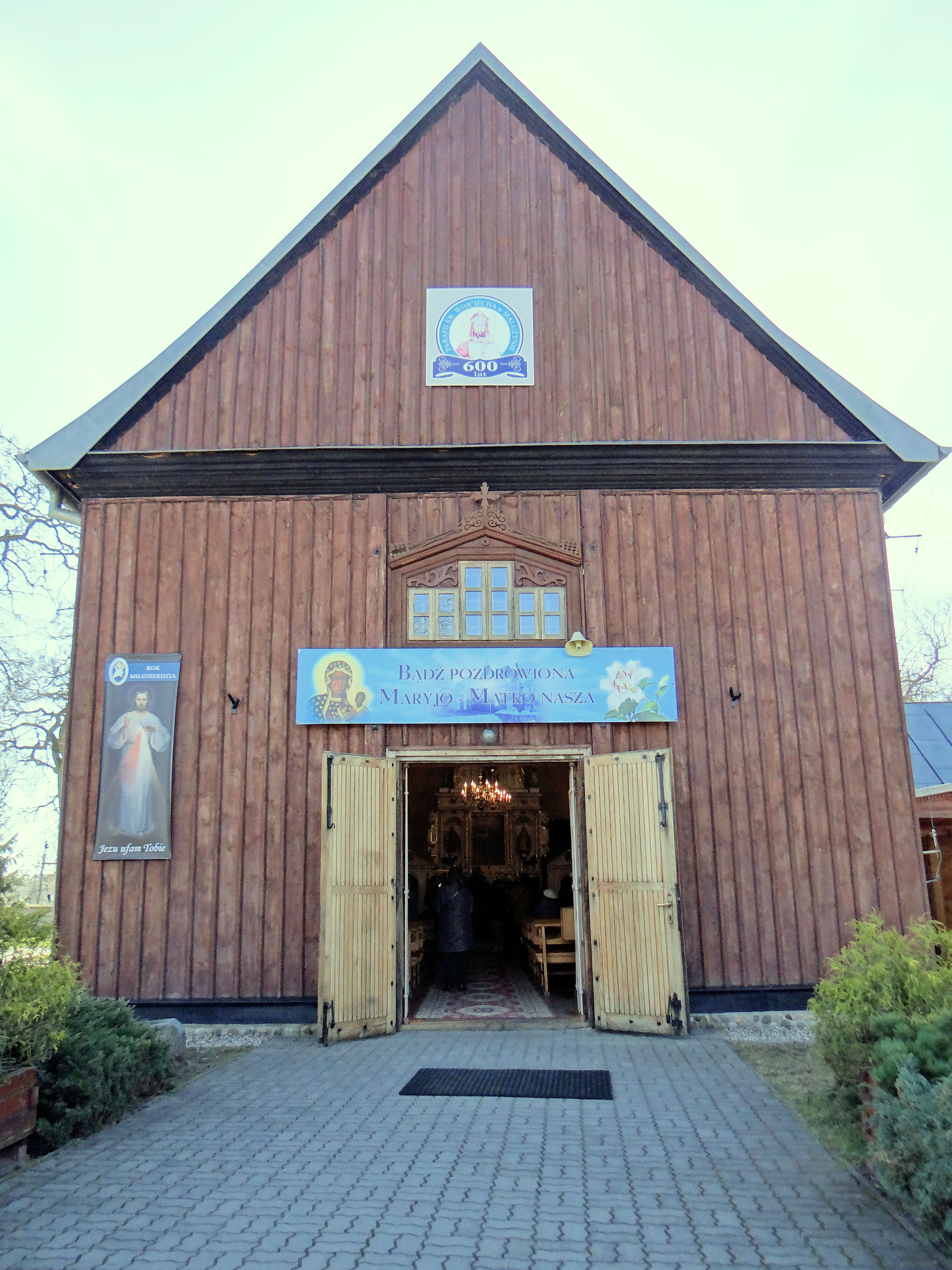
Wejście
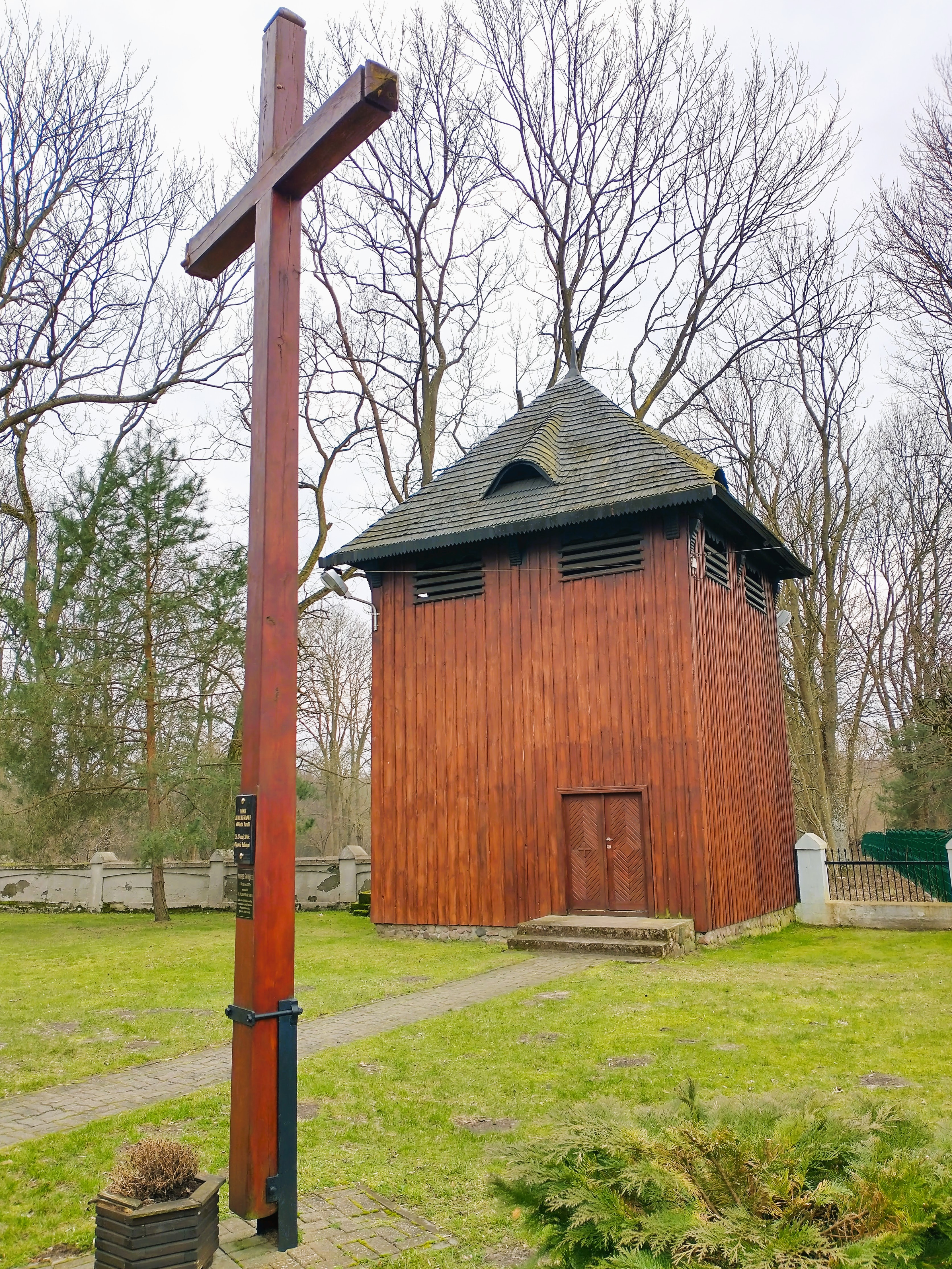
Dzwonnica